# ナイトクリップ
『ナイトクリップ』（Night Clip）は、1980年代前半から1997年9月まで関西テレビで放送されていた、メディアプルポ（旧・関西テレビ音楽出版）が制作の音楽番組（ミニ番組）である。

## 概要
1日の放送終了時に5-10分程度のミュージッククリップの最終番組である。
番組の構成では、前半がメディアプルポが主催・後援するイベントの情報と後半がJ-POP系、演歌系の歌手・グループの楽曲、または自社製作する連続ドラマ・バラエティ番組のテーマソングなどを中心に、そのミュージッククリップビデオ（プロモーションビデオ）を放送する。また放送開始前（カウキャッチャー）では、メディアプルポが発売・製作するビデオ・DVDソフト・CD紹介する形式もある。

## クリッククリップ
『クリッククリップ』（Click Clip）は、1997年10月から2003年12月1日（11月30日深夜）まで関西テレビで放送されていた、メディアプルポが制作の音楽番組（ミニ番組）である。

### 概要
1997年10月からは、関西テレビの新社屋（扇町）に移転されたため、番組タイトルが変更となり、一新された。